# Puig Vicenç
El Puig Vicenç és una muntanya de 468 metres que es troba entre els municipis de Cervelló, Torrelles de Llobregat i Vallirana, a la comarca del Baix Llobregat, situat a l'extrem nord-oriental del massís de Garraf. Al cim s'hi troba un vèrtex geodèsic (referència 284127001). Del cim es veu la costa i el Baix Llobregat, tot i que els Pirineus són visibles en dies molt clars. Es pot arribar al cim per tres camins. El que va cap a llevant procedent de Begues, el que va cap al sud venint de Vallirana, i el que va cap a l'oest, que en general es classifica com l'itinerari més dur de tots a causa del terreny pedregós i els camins costeruts.
Aquest cim està inclòs al llistat dels 100 cims de la FEEC